# 김포 김씨
김포 김씨(金浦金氏)는 경기도 김포시를 본관으로 하는 한국의 성씨이다.
시조 김규(金珪)는 신라 경순왕 김은열(金殷說)의 11세손으로, 고려 왕실로부터 김포군(金浦君)에 봉해졌다.

## 참고 자료
- “김포김씨(金浦金氏)”. 뿌리를 찾아서.[깨진 링크(과거 내용 찾기)]